# Carlo Giuseppe Bertero
Carlo Luigi Giuseppe Bertero (Santa Vittoria d'Alba, 14 ottobre 1789 – Oceano Pacifico, aprile 1831) è stato un medico, botanico e fisico italiano.

## Biografia
Bertero esplorò le Indie occidentali tra il 1816 e il 1821, lo stesso periodo delle ricerche dello scienziato e futuro presidente venezuelano José María Vargas a Portorico, anche se non ci sono prove di scambi tra loro.
Durante i suoi due viaggi, da febbraio 1828 a settembre 1830 e da marzo a maggio 1830, raccolse e descrisse la flora del Cile. Esaminò anche piante che provenivano dalle isole Juan Fernández, nel Pacifico, e della Guadalupa, di Haiti, Porto Rico, e Colombia.
Si presume che si sia perso in un naufragio durante la navigazione da Tahiti al Cile.

## Eponimi
Generi:
- Berteroa DC.[5] (Brassicaceae)

Specie:
- Astragalus berteroanus (Moris) Reiche (Fabaceae)

Anche i seguenti licheni prendono nome da Bertero:
- Biatora berteroana Mont. (1852)
- Brigantiaea berteroana (Mont.) Trevis. (1853)
- Pseudocyphellaria berteroana (Mont.) Redon (1977)
- Sticta berteroana Mont. (1835)
- Lecidea berteroana (Mont.) Nyl. (1855)